# Операция Black Buck
Операция «Black Buck» (с англ. — «Чёрный олень») — серия налётов из семи дальних авиаударов, проведенных во время Фолклендской войны 1982 года бомбардировщиками Vulcan Королевских ВВС Великобритании из крыла Waddington, включавшего самолеты из 44-й, 50-й и 101-й эскадрилий, по аргентинским позициям на Фолклендских островах. Целью миссий было нападение на аэропорт Порт-Стэнли и связанные с ним оборонительные сооружения. Налеты протяженностью почти 12 километров и продолжительностью 16 часов в оба конца были самыми дальними бомбардировками в истории на тот момент.
Операция «Black Buck» проводилась с Острова Вознесения Королевских ВВС, недалеко от экватора. Vulcan был разработан для миссий средней дальности в Европе и не имел дальности полета на Фолкленды без нескольких дозаправок. Самолеты-заправщики Королевских ВВС в основном представляли собой переделанные бомбардировщики Handley Page Victor с аналогичной дальностью полета, поэтому их тоже приходилось дозаправлять в воздухе. Для двух Vulcan (одного основного и одного резервного) требовалось в общей сложности одиннадцать заправщиков, что было сложной задачей, поскольку все самолеты должны были использовать одну и ту же взлетно-посадочную полосу.
Бомбардировщики Vulcan несли либо двадцать одну 450-килограммовую бомбу внутри, либо две или четыре ракеты Shrike снаружи. Из пяти налетов Black Buck, выполненных до конца, три были направлены на взлетно-посадочную полосу и операционные объекты аэродрома Стэнли, в то время как другие два были противорадиолокационными миссиями с использованием ракет Shrike против трёхкоординатнойрадиолокационной станции Westinghouse AN/TPS-43 в районе Порт-Стэнли. Один Vulcan едва не был потерян, когда поломка его системы дозаправки заставила его приземлиться в Бразилии.
Налеты нанесли минимальный ущерб взлетно-посадочной полосе, на ней образовалась единственная взрывная воронка, из-за чего аэродром стал невозможным для использования быстрыми реактивными самолетами, а повреждения радаров были быстро устранены. Аргентинский наземный экипаж отремонтировал взлетно-посадочную полосу за двадцать четыре часа до уровня качества, пригодного для транспортных самолетов C-130 Hercules. Было высказано предположение, что налеты Black Buck были предприняты Королевскими ВВС, поскольку британские вооруженные силы были сокращены в конце 1970-х годов, и хотели проявить себя в конфликте, чтобы предотвратить дальнейшие сокращения.

## Предыстория

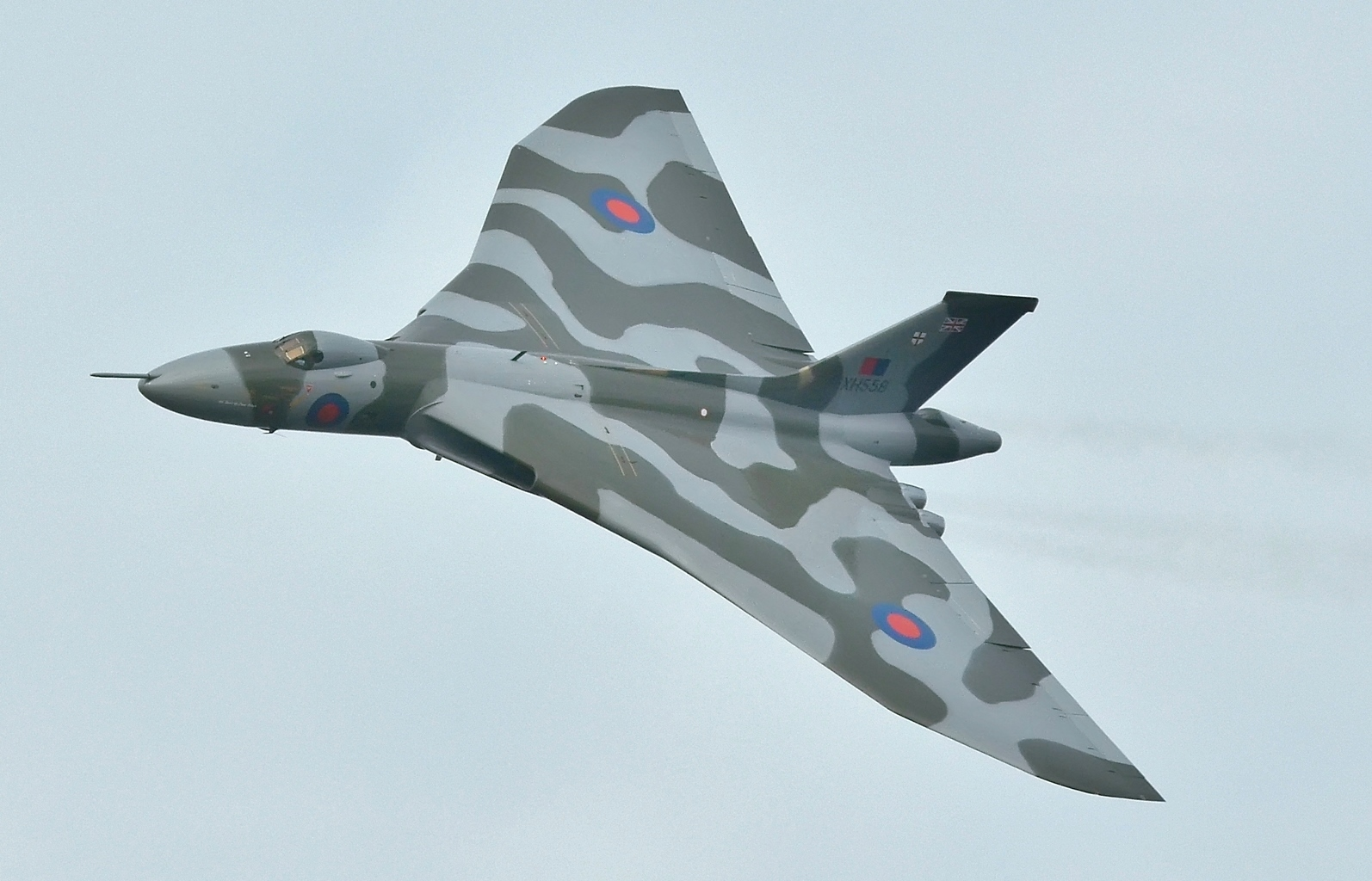
Avro Vulcan

Ближайший аэродром, пригодный для воздушных операций над Фолклендами, находился на острове Вознесения, британской территории в Южной Атлантике недалеко от экватора с единственной взлетно-посадочной полосой длиной 3000 м, на расстоянии 6600 км от Великобритании и 6400 км от Фолклендских островов.
В марте 1982 года поступили предупреждения разведки о возможной активности Аргентины в Южной Атлантике. ВВС Великобритании начали изучать возможность проведения дальних операций с бомбардировщиками Avro Vulcan с использованием дозаправки в воздухе. В 1961 году самолет Vulcan совершил беспосадочный перелет из Великобритании на базу RAAF в Ричмонде недалеко от Сиднея в Австралии, на гораздо большее расстояние, но это было с заранее расположенными воздушными заправщиками по маршруту. Аналогичный полёт с использованием острова Вознесения был бы сложнее. Планирование операции на тот момент сводилось к тому, как довести бомбардировщик до Фолклендов и обратно; до войны на Фолклендских островах или в Аргентине не было предусмотрено никаких целей.

## Эффективность
В мае-июне 1982 года было выполнено семь миссий бомбардировщиков Avro Vulcan, которые летели из Великобритании с дозаправками в воздухе. Пять из них завершились бомбардировками, одна отменена из-за погодных условий, одна - из-за неисправности самолёта-заправщика. В результате были повреждены взлётно-посадочная полоса и радарная установка.
Военная эффективность Black Buck остается спорной, некоторые источники описывают ее как «минимальную», другие — как достигшую своих целей. Взлётно-посадочная полоса на Фолклендский островах была повреждена, но продолжала использоваться аргентинскими транспортными самолетами C-130 Hercules до конца войны, хотя после 1 мая было доставлено только 70 тонн грузов и 340 военнослужащих.  Британцы знали, что «Геркулесы» продолжали использовать аэродром, и попытались воспрепятствовать этим полётам, что привело к сбитию «Геркулеса» 1 июня.
Планирование рейда предусматривало сброс бомбы под углом 35° на взлетно-посадочную полосу с целью поразить её хотя бы одной бомбой, а возможно, и двумя.  Основная цель при этом заключалась в том, чтобы предотвратить использование взлетно-посадочной полосы реактивными истребителями и штурмовиками; в этом отношении рейд прошёл успешно, поскольку ремонт взлетно-посадочной полосы был недостаточен, и впоследствии на ней произошло несколько аварий.
Тот факт, что британские войска смогли преодолеть ПВО Аргентины и атаковать аэродром, имел желаемый эффект в плане предотвращения использования реактивными боевыми самолётами взлетно-посадочной полосы Порт-Стэнли, поскольку аргентинское военное командование не могло рисковать ими. Адмирал Вудворд считал жизненно важным не допустить использования Порт-Стэнли в качестве базы для воздушного нападения на британские авианосцы. Начиная с 1 мая Королевский флот атаковал Порт-Стэнли с помощью «Си Харриеров», базирующихся на авианосцах, чтобы помешать ремонтным работам Аргентины.  
Командир Найджел (Шарки) Уорд, командир 801 NAS, летавший на Sea Harrier для защиты Black Buck One от атаки истребителей, резко критиковал операцию Black Buck. Он подсчитал, что при количестве топлива, израсходованном Black Buck One на сброс 21 бомбы, которое, по его оценке, составляет 1 800 000 литров (400 000 имп галлонов) при стоимости в 3,3 миллиона фунтов стерлингов, «Си Харриеры» могли бы совершить 785 боевых вылетов с авианосцев.